# Platypthima septentrionalis
Platypthima septentrionalis är en fjärilsart som beskrevs av Engbert Jan Nieuwenhuis och Francis Gard Howarth 1969. Platypthima septentrionalis ingår i släktet Platypthima och familjen praktfjärilar. Inga underarter finns listade i Catalogue of Life.